# Bungay Castle
Bungay Castle er ruinen af en middelalderborg i byen Bungay i Suffolk ved floden Waveney.

## Historie
Borgen blev opført af normanneren Roger Bigod af Norfolk omkring år 1100, hvor floden Waveney slår et knæk. Det gav et godt forsvar. Rogers søn, Hugh Bigod, var en mægtig mand under borgerkrigen kendt som anarkiet. Der var tvivl om hans loyalitet under Henrik 2.'s tidlige regeringsår. Henrik konfiskerede Bungay, men gav det tilbage i 1164. Hugh opførte herefter et stort normannisk keep 1165. Prisen på byggeriet er ukendt, men Hugh Braun, der ledede udgravningerne af slottet i 1930'erne, mente, at det havde kostet omkring £1.400. Hugh endte på den tabene side i oprøret 1173–1174, Bungay blev belejret, der blev gravet gange under murene og det blev til sidst ødelagt af de kongelige tropper.
Stedet blev restaureret af Bigod-familien, og det blev udvidet i 1294 af Roger Bigod, 5. jarl af Norfolk, som sandsynligvis opførte de store tårne ved porten. Roger faldt i unåde hos Edward I, og efter hans død blev borgen overtaget af tronen, hvorefter den gik i forfald. Fra 1483 blev den primært ejet af hertugen af Norfolk til 1900-tallet.
Restaureringsarbejdet begyndte i 1934, efter amatørarkæologen Leonard Cane havde gravet. Ringmuren, tvillingetårnene fra porthuset er bevaret og en del af det centrale keep. Hertugen af Norfolk gav borgen til byen Bungay i 1987, og den ejes i dag af Bungay Castle Trust. The castle is a Grade I listed building.